# كونراد هولت
كونراد هولت (بالإنجليزية: Conrad Holt)‏ هو لاعب شطرنج أمريكي، ولد في 9 يوليو 1993 في ويتشيتا في الولايات المتحدة.

## وصلات خارجية
- كونراد هولت على موقع الاتحاد الدولي للشطرنج (الإنجليزية)
- كونراد هولت على موقع مباريات الشطرنج (الإنجليزية)
- كونراد هولت على موقع 365Chess.com (الإنجليزية)
- كونراد هولت على موقع Chesstempo.com (الإنجليزية)
- كونراد هولت على موقع الاتحاد الأمريكي للشطرنج (الإنجليزية)